# Lundbom Lake
Lundbom Lake är en sjö i Kanada.   Den ligger i provinsen British Columbia, i den södra delen av landet, 3 300 km väster om huvudstaden Ottawa. Lundbom Lake ligger 1 118 meter över havet. Arean är 0,53 kvadratkilometer. Den sträcker sig 0,9 kilometer i nord-sydlig riktning, och 1,4 kilometer i öst-västlig riktning.
I omgivningarna runt Lundbom Lake växer i huvudsak barrskog. Trakten runt Lundbom Lake är nära nog obefolkad, med mindre än två invånare per kvadratkilometer.